# سينما الإكوادور

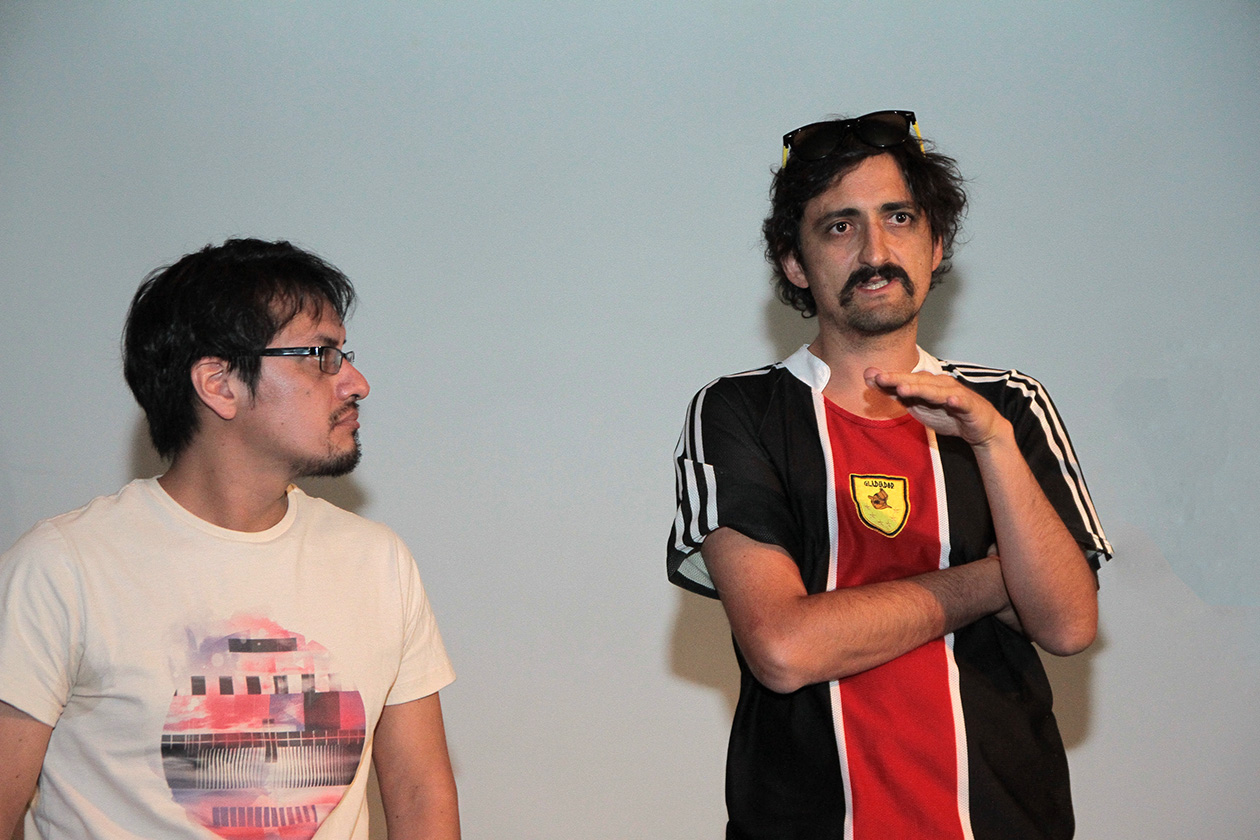
كيتو - الإكوادور، 17 ديسمبر. عرض فيلم عن "X Moscoso" في السينما.

سينما الإكوادور، هناك تاريخ طويل من الإنتاج السينمائي في الإكوادور، والذي يشتمل على الأفلام القصيرة والأفلام الروائية، وكذلك الأفلام الوثائقية. ولقد قام صناع سينما أمريكا اللاتينية بوضع قواعد أساسية وتاريخ ونمط السينما الإكوادورية. نظم ودعم المجلس القومي للتصوير السينمائي بالإكوادور (CNCINE) السينما في دول أمريكا الجنوبية، على أساس القانون السينمائي عام 2006.